# Budětsko
Budětsko (dříve Buděčko, německy Budietsko) je obec v okrese Prostějov v Olomouckém kraji. Žije zde 413 obyvatel.

## Název
Jak ukazují nejstarší doklady, ves se zprvu jmenovala Budětín. Jméno vsi bylo odvozeno od osobního jména Buďata, což byla domácí podoba některého jména obsahujícího -bud- (Budislav, Budivoj, Drahobud apod.). Význam místního jména tudíž byl "Buďatův majetek". V 15. století byla osada opuštěna a místo získalo pojmenování Budětsko, které zůstalo i po opětovném osídlení. Od 16. do 19. století se pak užívala podoba Buděčko, jako by šlo o zdrobnělinu, na konci 19. století došlo k návratu ke tvaru Budětsko.

## Historie
První písemná zmínka o obci pochází z roku 1378. Ve Žlebě byl dříve vodní mlýn připomínaný již k roku 1379 s erbovní deskou z roku 1733.

## Obyvatelstvo

### Struktura
Vývoj počtu obyvatel za celou obec i za jeho jednotlivé části uvádí tabulka níže, ve které se zobrazuje i příslušnost jednotlivých částí k obci či následné odtržení.
| Místní části   | Místní části  | 1869 | 1880 | 1890  | 1900 | 1910 | 1921 | 1930 | 1950 | 1961 | 1970 | 1980 | 1991 | 2001 | 2011 | 2021 |
| -------------- | ------------- | ---- | ---- | ----- | ---- | ---- | ---- | ---- | ---- | ---- | ---- | ---- | ---- | ---- | ---- | ---- |
| Počet obyvatel | část Budětsko | 920  | 984  | 1 021 | 992  | 961  | 953  | 708  | 518  | 515  | 453  | 488  | 465  | 423  | 393  | 410  |
| Počet domů     | část Budětsko | 150  | 162  | 165   | 166  | 167  | 169  | 139  | 159  | 136  | 123  | 135  | 168  | 173  | 174  | 195  |

## Obecní správa
Mezi lety 1869–1985 Budětsko bylo obcí v okrese Litovel (1869–1950) a později v okrese Prostějov. Od 1. ledna 1986 do 23. listopadu 1990 patřilo jako část města ke Konici a od 24. listopadu 1990 je opět samostatnou obcí.

### Části obce
- Budětsko
- Slavíkov
- Zavadilka

### Obecní symboly
Znak a vlajka byly obci uděleny rozhodnutím předsedy Poslanecké sněmovny Parlamentu České republiky dne 13. listopadu 2002.

## Pamětihodnosti
- Kaple svaté Anny na návsi – stavba byla zahájena v roce 1900 a dokončena na podzim v roce 1902, vysvěcení proběhlo 14. 7. 1903 a arcibiskupská konzistoř poté vydala povolení, které umožňovalo pořádat bohoslužby čtyřikrát ročně, čehož je využíváno i v současné době.
- Ochozská kyselka – dva prameny železité kyselky (původně lázně)

## Rodáci
- František Tilšer (1825–1913), matematik a politik

## Galerie

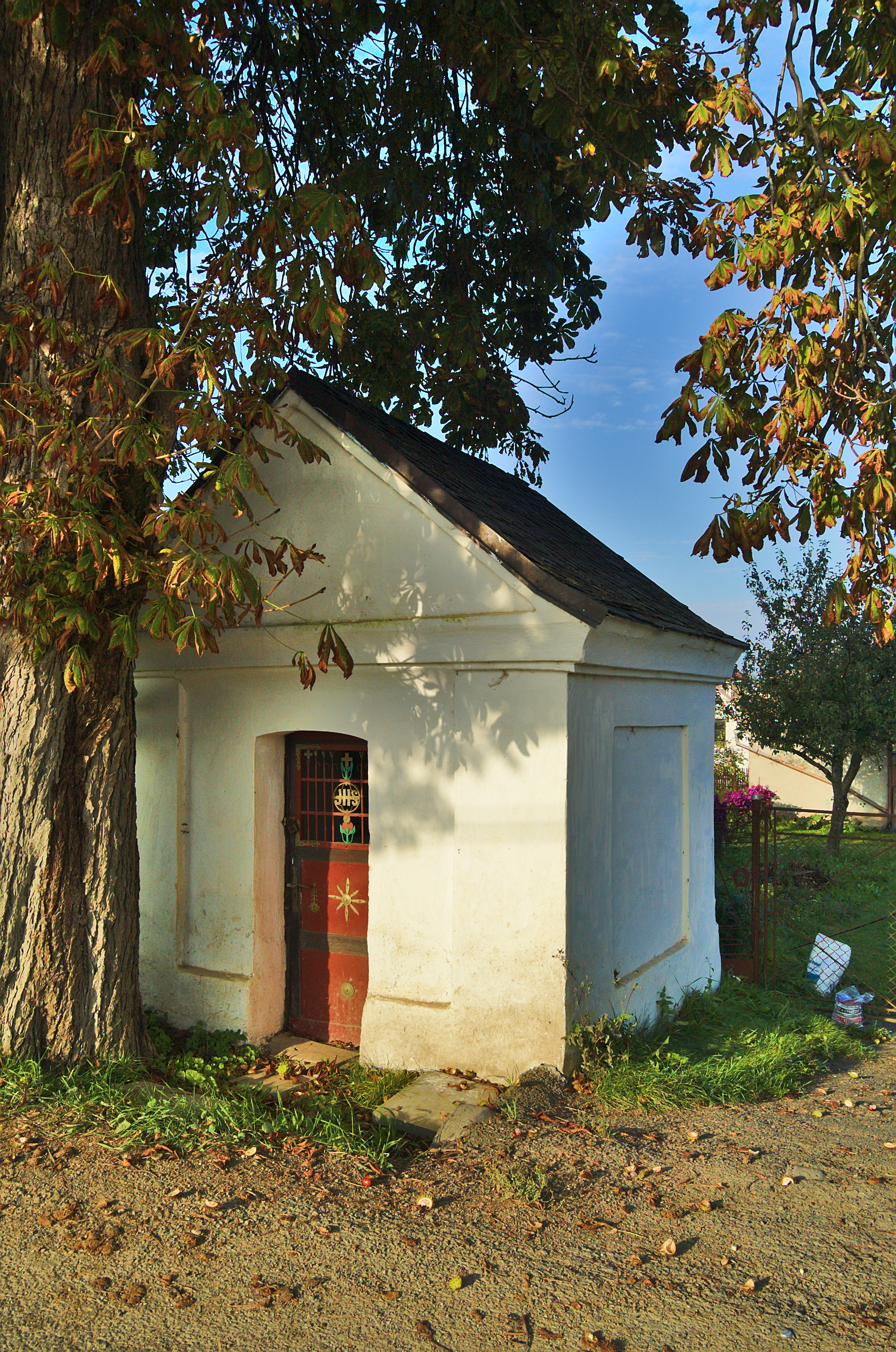
Kaple Panny Marie
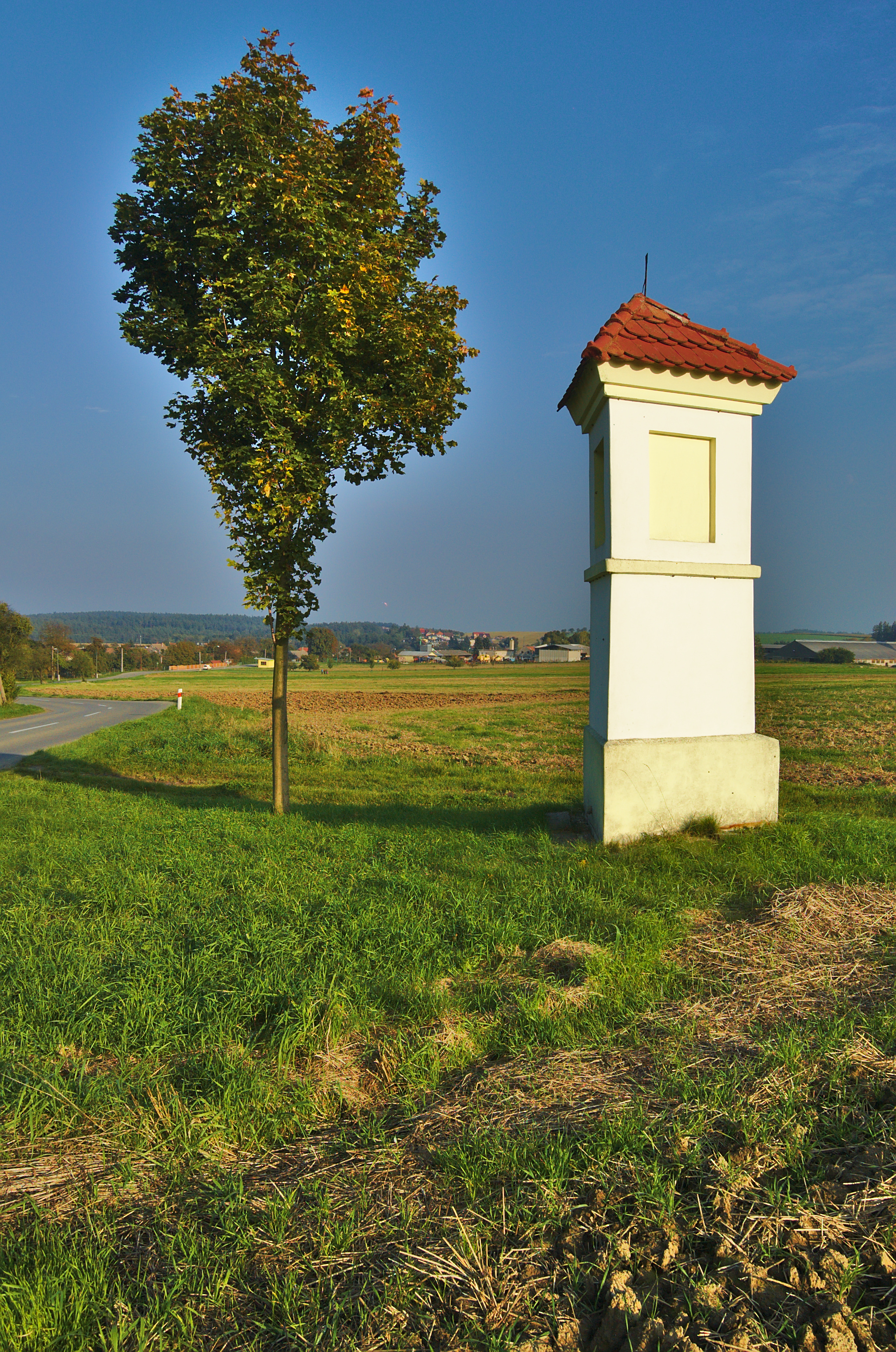
Boží muka u silnice na Konici
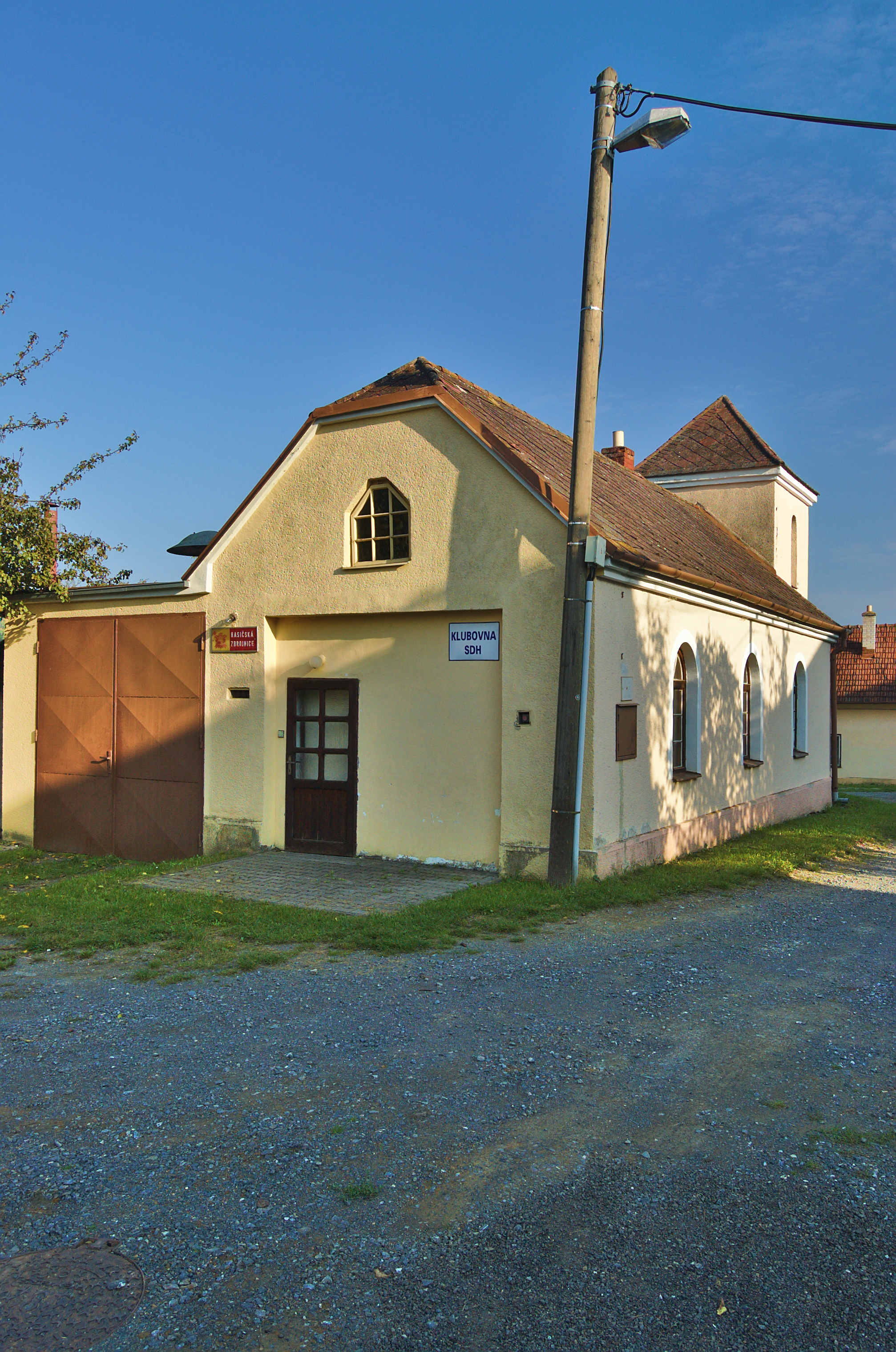
Hasičská zbrojnice
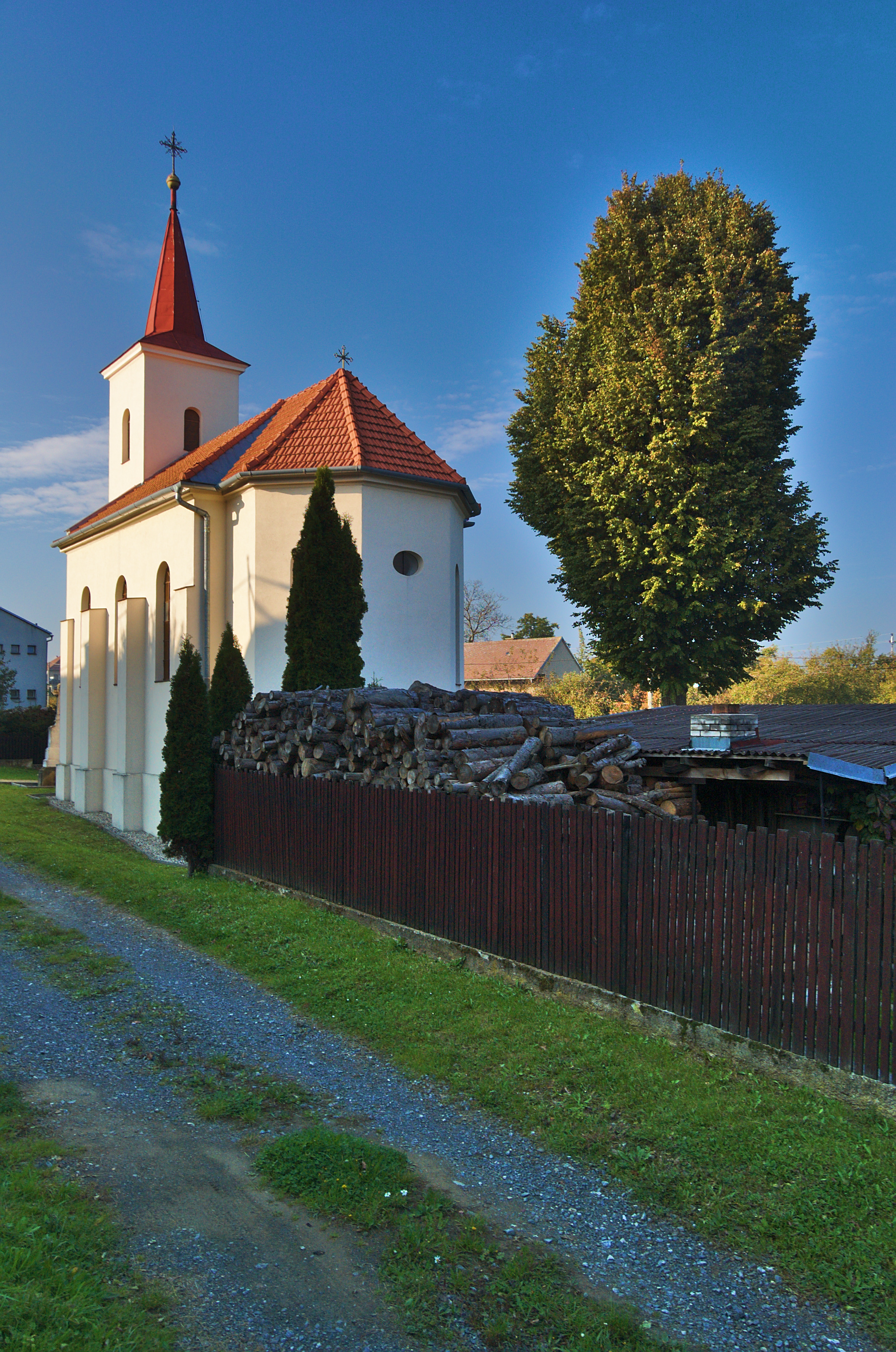
Kaple svaté Anny
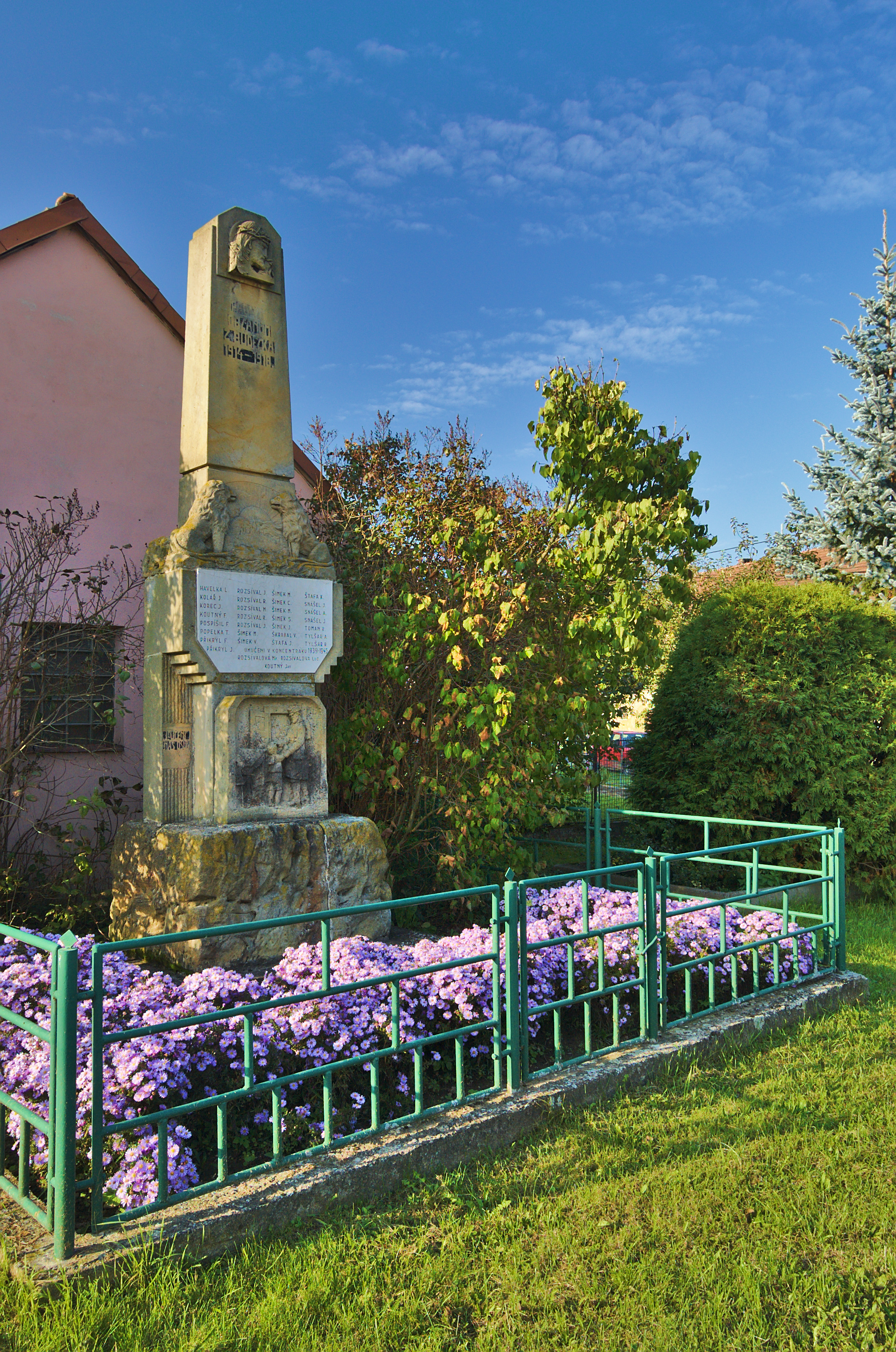
Památník obětem první světové války
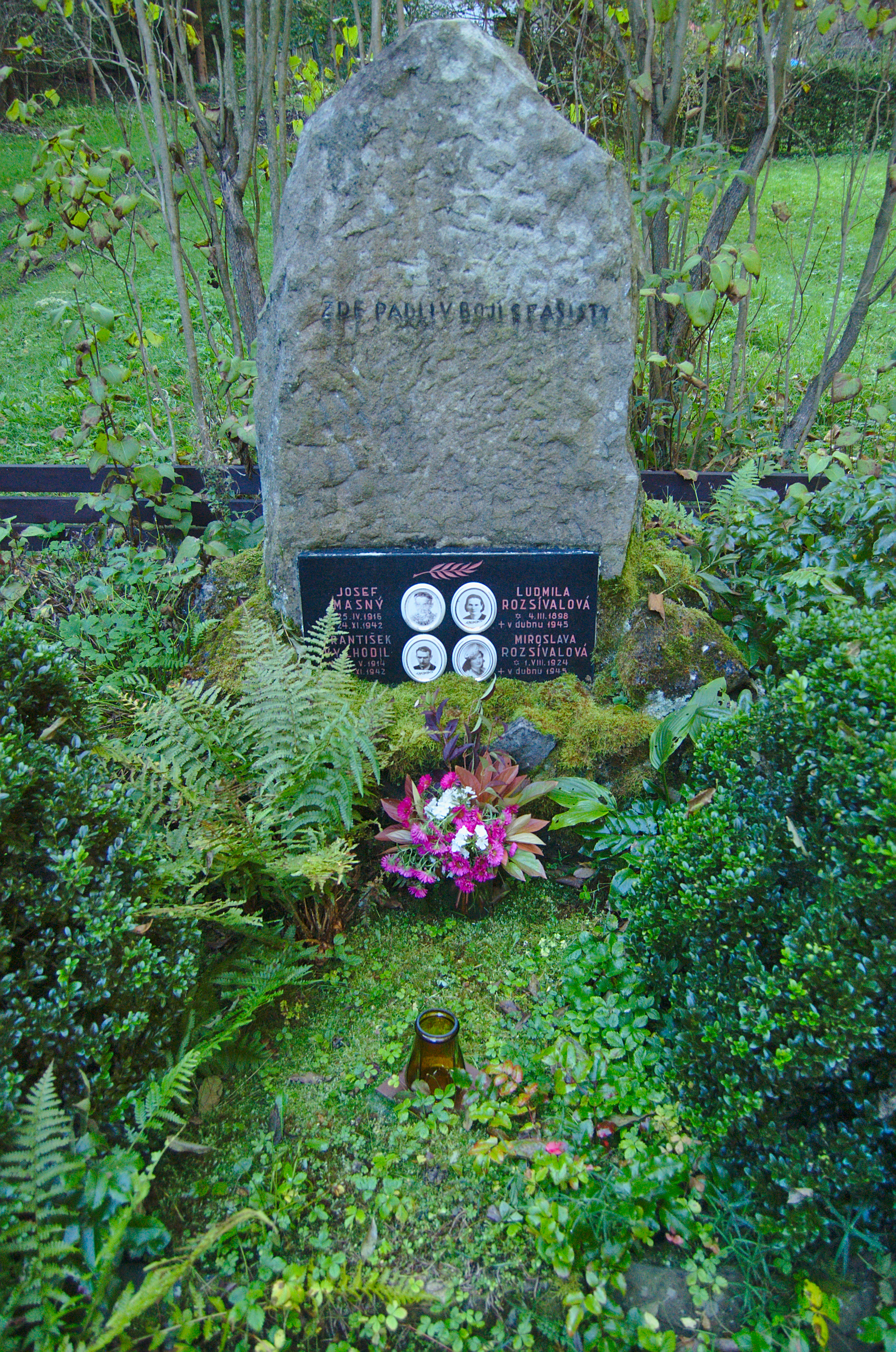
Památník obětem druhé světové války Ve žlebě
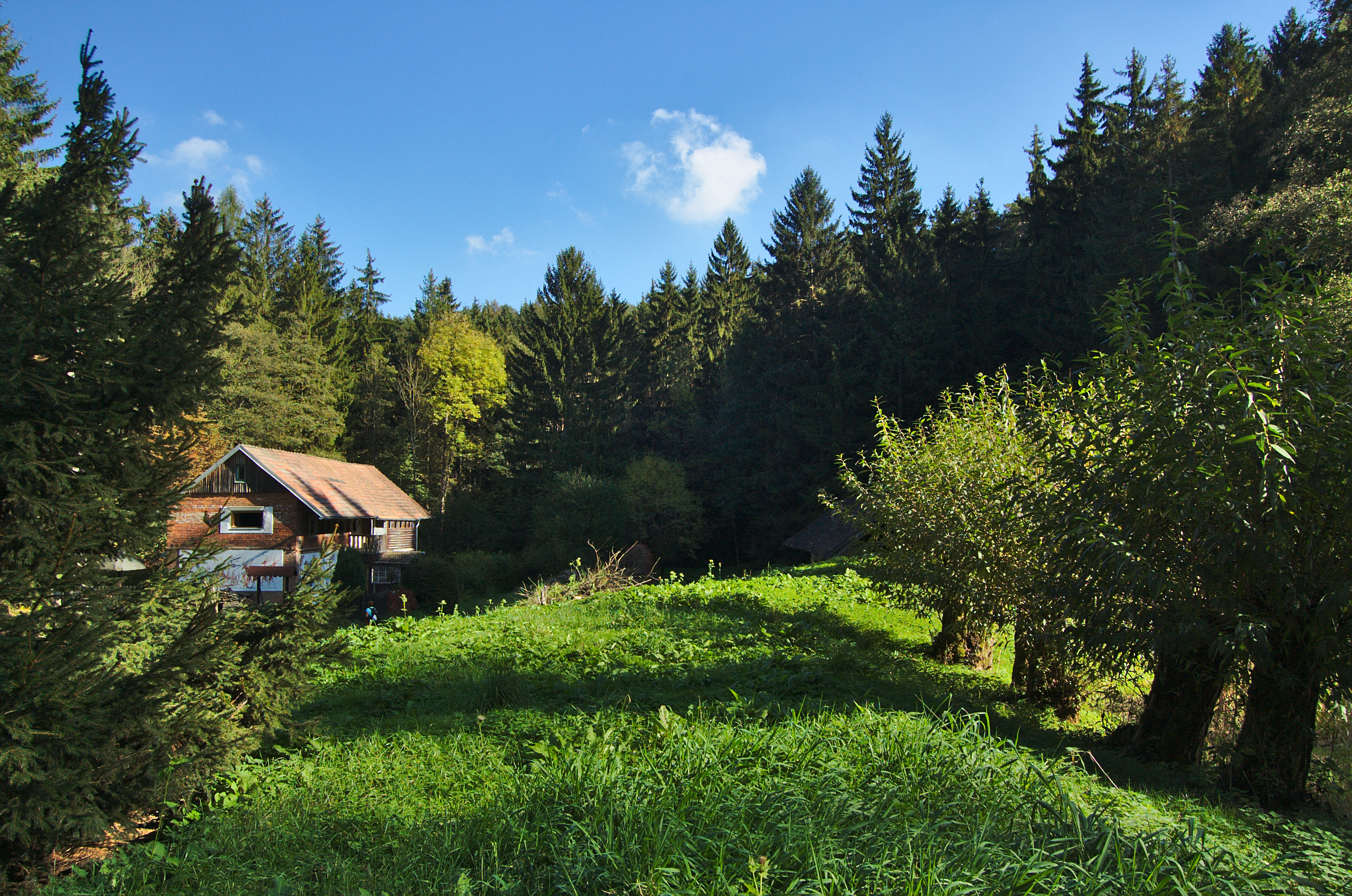
Bývalý mlýn Ve žlebě
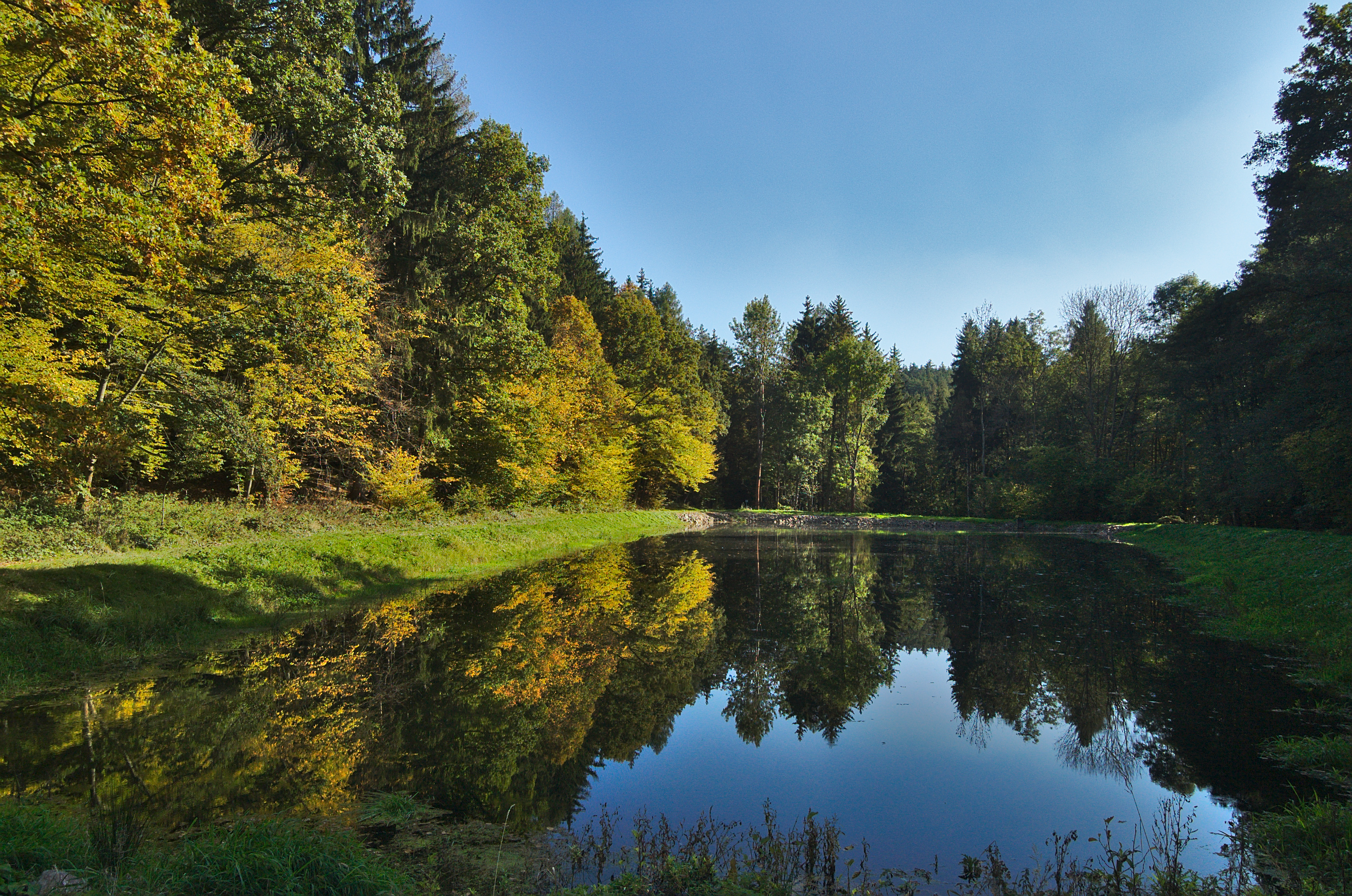
Rybník v údolí potoka Pilavka poblíž Ochozské Kyselky